# 余庆县
余庆县是中华人民共和国贵州省遵义市下属的一个县。面积1630平方公里，西元2002年人口28万。邮政编码564400，县政府驻子营街道。

## 行政区划
余庆县下辖1个街道办事处、8个镇、1个民族乡：
子营街道、白泥镇、龙溪镇、构皮滩镇、大乌江镇、敖溪镇、龙家镇、松烟镇、关兴镇和花山苗族乡。

## 交通
- 354国道过境。